# Jay Dickey
Pour les articles homonymes, voir Dickey.
Jay Woodson Dickey, Jr. dit Jay Dickey (né le 14 décembre 1939 à Pine Bluff (Arkansas) et mort le 20 avril 2017) est un homme politique américain républicain, ancien représentant de l'Arkansas à la Chambre des représentants des États-Unis.

## Biographie
Originaire de Pine Bluff, Dickey est diplômé de l'université de l'Arkansas, où il obtient un baccalauréat universitaire en 1961 et un juris doctor en 1963,. Il devient alors avocat, défendant notamment plusieurs membres de l'équipe de football de l'université de l'Arkansas, les Razorbacks. Il est par ailleurs procureur de la ville de Pine Bluff à la fin des années 1960 (1968-1970).
Il est élu à la Chambre des représentants des États-Unis en 1992, dans le 4e district de l'Arkansas, qui couvre le sud-ouest de l'État. Sa victoire face au démocrate Bill McCuen est considérée comme une surprise, l'État votant largement pour le gouverneur Bill Clinton à l'élection présidentielle. Il devient le premier républicain à représenter le sud de l'Arkansas au Congrès depuis la Reconstruction.
À la Chambre des représentants, Dickey est réputé pour ses positions conservatrices,. Ardent défenseur du deuxième amendement, Dickey participe en 1996 à la réduction du budget des Centres pour le contrôle et la prévention des maladies (CDC) de 2,6 millions de dollars, le montant du budget alloué aux recherches sur la prévention des violences avec armes à feu. Le programme conduisant ces recherches est alors fermé. La même année, il rédige l'amendement Dickey qui interdit aux CDC de soutenir ou promouvoir le contrôle des armes à feu. Dans les années 2010, Dickey reviendra sur ces positions estimant que la recherche sur les violences par armes à feu est nécessaire. L'amendement Dickey-Wicker, qui interdit l'utilisation des financements fédéraux pour la recherche sur l'embryon, porte également son nom.
Dickey est battu en 2000 par le démocrate Mike Ross. Il échoue à reconquérir son siège en 2002, à nouveau défait par Ross.
Il meurt le 20 avril 2017 des suites de la maladie de Parkinson.